# Dynamenella tropica
Dynamenella tropica is een pissebed uit de familie Sphaeromatidae. De wetenschappelijke naam van de soort is voor het eerst geldig gepubliceerd in 1960 door Loyola e Silva.